# 诺丁汉预后指数
诺丁汉预后指数（英語：Nottingham prognostic index），简称NPI，是乳癌患者预后的估算方法，其使用的参数肿瘤大小、涉及淋巴结数量、肿瘤分级为参数，可以估算乳癌患者预后。该指数不适用于远端转移病患。

## 计算
计算公式如下：
NPI=[0.2x S]+N+G
其中：
- S即肿瘤大小，以厘米计[2][3]
- N即淋巴结分期：1期则没有无淋巴结转移，2期即1~3个淋巴结转移， 3期则淋巴结转移个数大于4[2][3]
- G即肿瘤分级：I级即1，II级即2，III级即3[2][3]

## 解读方法
| 分数         | 5年存活几率 |
| ------------ | ----------- |
| >/=2.0</=2.4 | 93%         |
| >2.4</=3.4   | 85%         |
| >3.4</=5.4   | 70%         |
| >5.4         | 50%         |